# 6480 Scarlatti
A 6480 Scarlatti (ideiglenes jelöléssel 1988 PM1) a Naprendszer kisbolygóövében található aszteroida. Eric Walter Elst fedezte fel 1988. augusztus 12-én.